# Marathon de Tokyo 2014
Navigation
Édition précédente Édition suivante
Le Marathon de Tokyo de 2014 est la 8e édition du Marathon de Tokyo au Japon qui a eu lieu le dimanche 23 février 2014. C'est le premier des World Marathon Majors à avoir lieu en 2014. Le Kényan Dickson Chumba remporte la course masculine avec un temps de 2 h 5 min 42 s, signant à cette occasion un nouveau record de l'épreuve. L'Éthiopienne Tirfi Tsegaye établit également un nouveau record féminin en s'imposant en 2 h 22 min 23 s.

## Résultats

### Hommes
| Rang | Athlète           | Nationalité | Temps           |
| ---- | ----------------- | ----------- | --------------- |
|      | Dickson Chumba    | Kenya       | 2 h 05 min 42 s |
|      | Tadese Tola       | Éthiopie    | 2 h 05 min 57 s |
|      | Sammy Kitwara     | Kenya       | 2 h 06 min 30 s |
| 4    | Michael Kipyego   | Kenya       | 2 h 06 min 58 s |
| 5    | Peter Kimeli Some | Kenya       | 2 h 07 min 05 s |
| 6    | Geoffrey Kipsang  | Kenya       | 2 h 07 min 37 s |
| 7    | Deressa Chimsa    | Éthiopie    | 2 h 07 min 40 s |
| 8    | Kohei Matsumura   | Japon       | 2 h 08 min 09 s |
| 9    | Koji Kobayashi    | Japon       | 2 h 08 min 51 s |
| 10   | Abel Kirui        | Kenya       | 2 h 09 min 04 s |

### Femmes
| Rang | Athlète           | Nationalité | Temps           |
| ---- | ----------------- | ----------- | --------------- |
|      | Tirfi Tsegaye     | Éthiopie    | 2 h 22 min 23 s |
|      | Birhane Dibaba    | Éthiopie    | 2 h 22 min 30 s |
|      | Lucy Wangui Kabuu | Kenya       | 2 h 24 min 16 s |
| 4    | Caroline Rotich   | Kenya       | 2 h 24 min 35 s |
| 5    | Janet Rono        | Kenya       | 2 h 26 min 03 s |
| 6    | Albina Mayorova   | Russie      | 2 h 28 min 18 s |
| 7    | Mai Ito           | Japon       | 2 h 28 min 36 s |
| 8    | Rika Shintaku     | Japon       | 2 h 31 min 15 s |
| 9    | Manami Kamitanida | Japon       | 2 h 31 min 34 s |
| 10   | Hiroko Yoshitomi  | Japon       | 2 h 32 min 38 s |

### Fauteuils roulants (hommes)
| Rang | Athlète           | Nationalité | Temps           |
| ---- | ----------------- | ----------- | --------------- |
|      | Hiroyuki Yamamoto | Japon       | 1 h 30 min 43 s |
|      | Soejima Masazumi  | Japon       | 1 h 30 min 44 s |
|      | Horano-jo Kota    | Japon       | 1 h 34 min 45 s |

### Fauteuils roulants (femmes)

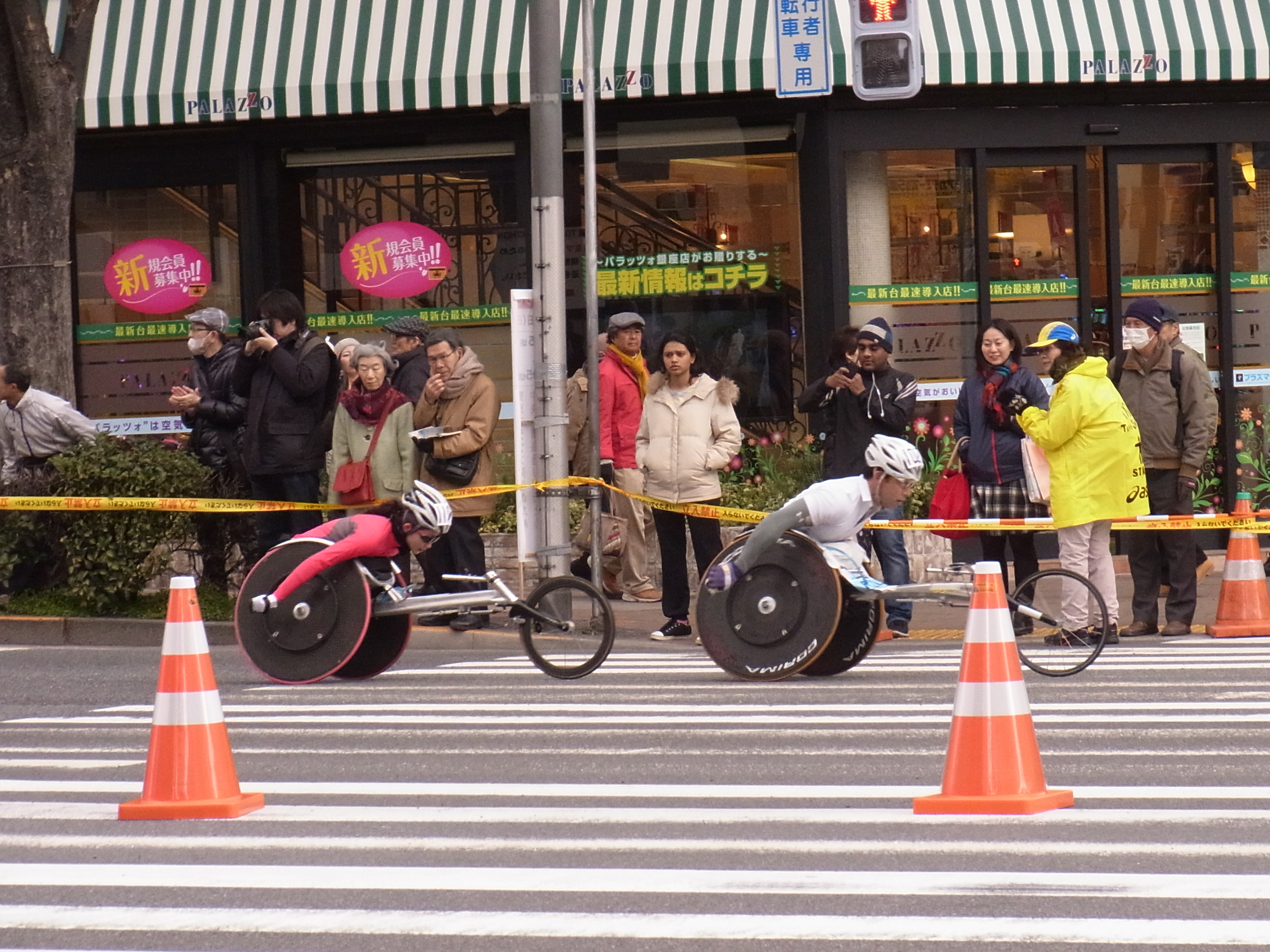
Coureurs en fauteuil roulant dans la catégorie femmes

| Rang | Athlète         | Nationalité | Temps           |
| ---- | --------------- | ----------- | --------------- |
|      | Wakako Tsuchida | Japon       | 1 h 48 min 08 s |
|      | Kazumi Nakayama | Japon       | 2 h 04 min 05 s |
|      | Koki Mizuki     | Japon       | 2 h 07 min 35 s |